# Wolfgang Seidel
Wolfgang Seidel (n. 4 iulie 1926, Düsseldorf, Germania – d. 1 martie 1987, München, RFG) a fost un pilot de Formula 1. De-a lungul carierei a luat startul în 9 curse, niciuna din pole-position. Nu a câștigat nicio cursă și nu a terminat niciodată pe podium, acumulând 0 puncte în întreaga activitate ca pilot de Formula 1.